# Коваль, Иосиф Ильич
Ио́сиф Ильи́ч Кова́ль (3 (15) ноября 1865 — после 1917) — член Государственной думы IV созыва от Подольской губернии, крестьянин.

## Биография
Православный, крестьянин села Дьяковцы Кожуровской волости Литинского уезда.
Окончил одноклассное народное училище.
Занимался хлебопашеством (10 десятин надельной и 1 десятина приобретенной земли). Состоял сельским старостой, а с 1906 — волостным старшиной. Избирался гласным Литинского уездного и Подольского губернского земских собраний, был членом Литинской уездной землеустроительной комиссии.
В 1912 году был избран членом Государственной думы от Подольской губернии. Входил во фракцию русских националистов и умеренно-правых (ФНУП), после её раскола в августе 1915 году — в группу сторонников П. Н. Балашова. Состоял членом комиссий: по делам православной церкви, по судебным реформам, по исполнению государственной росписи доходов и расходов, по замене сервитутов.
Судьба после 1917 года неизвестна. Был женат, имел пятерых дочерей.